# Atlético La Paz
Club Atlético La Paz – meksykański klub piłkarski z siedzibą w mieście La Paz, stolicy stanu Kalifornia Dolna Południowa. Występuje w rozgrywkach Liga de Expansión MX. Domowe mecze rozgrywa na obiekcie Estadio Guaycura.

## Historia
Klub powstał w kwietniu 2022 na licencji drugoligowego Tampico Madero FC, który został sprzedany przez przedsiębiorstwo Grupo Orlegi biznesmenowi Arturo Lomelí. Działający w branży alkoholowej Lomelí (współwłaściciel Clase Azul, marki tequili), wówczas będący już właścicielem trzecioligowego zespołu Mazorqueros FC, przeniósł Tampico Madero do miasta La Paz i zmienił jego nazwę na Atlético La Paz.

## Aktualny skład
Stan na 4 kwietnia 2025.
| Nr | Poz. | Piłkarz          |
| -- | ---- | ---------------- |
| 1  | BR   | Carlos Moreno    |
| 2  | OB   | Pedro Ruiz       |
| 3  | OB   | Juan Zamudio     |
| 4  | OB   | Jorge Cruz       |
| 5  | PO   | Iván Acero       |
| 6  | PO   | Daniel Hernández |
| 7  | OB   | Ivo Vázquez      |
| 8  | PO   | Luis Gutiérrez   |
| 9  | NA   | Jordi Ferrer     |
| 10 | NA   | Elías Hernández  |
| 11 | NA   | Ricardo Rentería |
| 12 | NA   | Nahúm Gómez      |
| 13 | PO   | Édgar Alaffita   |
| 14 | PO   | Alam Galindo     |
| 15 | OB   | Horacio Torres   |

| Nr | Poz. | Piłkarz            |
| -- | ---- | ------------------ |
| 16 | OB   | Yahir del Aguila   |
| 17 | NA   | Luis Chiu          |
| 19 | NA   | Ulises Jaimes      |
| 20 | PO   | Gibrán Velasco     |
| 21 | PO   | Mario González     |
| 22 | OB   | Rolando Flores     |
| 24 | NA   | Alan Cota          |
| 25 | BR   | Pedro Aguilar      |
| 26 | OB   | Jorge Yañez        |
| 27 | PO   | Gilberto García    |
| 28 | OB   | Ulises Zurita      |
| 30 | BR   | Leonardo Palestina |
| 32 | PO   | Josué Arana        |
| 33 | BR   | Gil Alcalá         |

## Trenerzy
- Jaime Durán (2022–2023)[2]
- Raúl Rico (2024–2025)
- Antonio López (od 2025)